# Medium (sitio web)
Medium es un servicio de publicación de blogs creado por los fundadores de Twitter Evan Williams y Biz Stone en agosto de 2012. La plataforma ha evolucionado hacia un híbrido de contribuciones no profesionales, profesionales y pagadas.

## Historia
Williams y Stone decidieron crear el software de la herramienta desde el principio, con la idea de animar a usuarios existentes de Twitter a crear post más largos que los actuales 280 caracteres que dicha plataforma permite.
En abril de 2013, se informó de que había 30 personas a tiempo completo trabajando en la plataforma, incluyendo una vacante para un puesto de Storyteller, y que le estaba ocupando «el 98 por ciento» de su tiempo. En agosto, Williams informó de que el sitio seguía siendo pequeño, aunque seguía siendo optimista al respecto, diciendo: «Estamos tratando de hacerlo lo más fácil posible para las personas que tienen cosas reflexivas que decir».
Medium se ha centrado en optimizar el tiempo que los visitantes pasan leyendo el sitio (1,5 millones de horas en marzo de 2015), en lugar de maximizar el tamaño de su audiencia. En 2015, Williams criticó la métrica estándar de tráfico web de visitantes únicos como «un número altamente volátil y sin sentido para lo que estamos tratando de hacer». Según la empresa, en mayo de 2017, Medium.com tenía 60 millones de lectores únicos mensuales.
Medium mantenía un departamento editorial formado por editores y escritores profesionales, tenía a varios otros firmados como contratistas y servía como editor para varias publicaciones. Matter operaba desde la sede de Medium en San Francisco y fue nominada a un National Magazine Award en 2015 En mayo de 2015, Medium realizó fuertes recortes en su presupuesto editorial, lo que obligó a despedir a decenas de publicaciones alojadas en la plataforma Varias publicaciones abandonaron la plataforma.
En 2017, Medium introdujo contenido de pago accesible solo para suscriptores. En 2017, Medium comenzó a pagar a los autores en función de cuánto los usuarios expresaban su aprecio por él a través de un botón de me gusta que cada usuario podía activar varias veces. La fórmula de compensación pronto se adaptó para incluir también la cantidad de tiempo que los lectores pasaban leyendo, además del uso del botón de me gusta,
Medium ha obtenido ingresos a través de la publicidad nativa y el patrocinio de algunas series de artículos Medium consiguió que varios editores nuevos alojaran sus contenidos en la plataforma Hubo un intento abortado de introducir publicidad en el sitio, lo que llevó a Medium a recortar su plantilla en 50 empleados en enero de 2017 y a cerrar oficinas en Nueva York y Washington D. C.. [Williams explicó que "habíamos empezado a ampliar los equipos para vender y dar soporte a productos que eran, en el mejor de los casos, mejoras incrementales en el modelo de publicación impulsado por la publicidad", pero que, en su lugar, Medium aspiraba a un «nuevo modelo [de negocio] para que los escritores y creadores sean recompensados, basándose en el valor que están creando para la gente» En ese momento, la empresa había recaudado 134 millones de dólares en inversiones de empresas de capital riesgo y del propio Williams.
En 2016, Medium adquirió la plataforma de incrustación de rich media Embedly, un proveedor de servicios de integración de contenidos para numerosos sitios web, incluido el propio Medium. Ese mismo año se publicaron 7,5 millones de posts en la plataforma, y 60 millones de lectores utilizaron medium.com.
En marzo de 2017, Medium anunció un programa de membresía por 5 dólares al mes, que ofrecía acceso a «explicadores bien investigados, perspectivas perspicaces y conocimientos útiles con una vida útil más larga», pagando a los autores una cantidad fija por artículo. Posteriormente, el sitio web de deportes y cultura pop The Ringer y el blog de tecnología Backchannel, una publicación de Condé Nast, abandonaron Medium. Backchannel, que dejó Medium por Wired en junio, dijo que Medium «ya no estaba tan centrado en ayudar a publicaciones como la nuestra a obtener beneficios».
En octubre de 2017, Williams reafirmó que Medium no planeaba perseguir la publicidad de banners como parte de su modelo de ingresos y que, en cambio, estaba explorando micropagos, gratificaciones y patrocinio.
En enero de 2021, Medium anunció que había adquirido la empresa de libros electrónicos basados en redes sociales Glose En noviembre de 2021, Medium adquirió la herramienta de diseño gráfico basada en navegador Projector. El equipo de Projector se unió a Medium y Projector cerró en 2022. El cofundador y consejero delegado de Projector, Trevor O'Brien, se convirtió en jefe de producto de Medium. En noviembre de 2021, Medium también adquirió la plataforma de aprendizaje basada en audio Knowable.
Los empleados de Medium anunciaron su intención de formar un sindicato con CODE-CWA en febrero de 2021. Según el Sindicato de Trabajadores de Medium, el 70% de los empleados elegibles han firmado tarjetas sindicales, que representan a los trabajadores de los departamentos de redacción, ingeniería, diseño y producto. El 11 de febrero, solicitaron a la dirección el reconocimiento voluntario de su sindicato. El 1 de marzo, la empresa anunció que el Sindicato de Trabajadores de Medium se había quedado a un voto del número necesario para el reconocimiento del sindicato. Durante el período previo a la campaña de sindicalización, Medium contrató a la empresa antisindical Kauff McGuire & Margolis y el consejero delegado Evan Williams dirigió pequeños grupos de discusión en los que instó a los empleados a no unirse al sindicato.
El 12 de julio de 2022, la empresa anunció que Ev Williams dejaría el cargo de consejero delegado y pasaría a ser presidente del consejo de administración. Tony Stubblebine, consejero delegado de Coach.me, asumió el cargo de consejero delegado de Medium el 20 de julio de 2022. El 11 de agosto de 2022, Stubblebine anunció el despido de 29 empleados.

## Usuarios y características

### Usuarios
Medium no publica estadísticas oficiales de usuarios en su sitio web. Según blogs estadounidenses, la plataforma tuvo alrededor de 60 millones de visitantes mensuales en 2016. En 2015, el número total de usuarios era de unos 25 millones.

### Plataforma
El software de la plataforma ofrece una interfaz de usuario WYSIWYG completa cuando se edita en línea, con varias opciones de formato que se ofrecen a medida que el usuario edita en formato de texto enriquecido.
Una vez publicada una entrada, puede ser recomendada y compartida por otras personas. Las publicaciones pueden recibir votos positivos, y se puede asignar uno o varios temas específicos al contenido mediante su etiquetado.
En agosto de 2017, Medium sustituyó su botón «recomendar» por una función de «aplauso», en la que los lectores pueden hacer clic varias veces para indicar cuánto les ha gustado el artículo. Medium anunció que el pago a los autores se ponderará en función del número de «aplausos» que reciban.

### Membresía
Medium ofrece a los usuarios suscripciones para hacerse miembro por una cuota mensual de 5 dólares o anual de 50 dólares. Con una suscripción a Medium, se habilita el acceso a «contenidos exclusivos, narraciones de audio de historias populares y una sección de favoritos mejorada».

### Programa de socios
El Medium Partner Program es el programa de compensación de Medium para sus escritores. Los escritores del Partner Program reciben una remuneración en función de la profundidad con la que los miembros de Medium leen su trabajo. A medida que los miembros leen más, los escritores ganan más. Medium distribuye una parte de la cuota de suscripción de cada miembro entre los escritores que más leen cada mes.

### Sistema de etiquetas
Las publicaciones en Medium se clasifican por temas y no por autores, a diferencia de la mayoría de las plataformas de blogs, incluida la anterior de Williams, Blogger. La plataforma utiliza un sistema de «aplausos» (antes «recomendaciones»), similar a los «me gusta» de otras redes sociales, para votar los mejores artículos e historias, llamado sistema de etiquetas, que divide las historias en diferentes categorías para que el público elija.

### Publicaciones
Las «publicaciones» son espacios compartidos con una página de inicio y archivo de artículos, como un periódico o una revista. A los artículos publicados o guardados en él se les pueden asignar editores, y pueden guardarse como borradores.
- En 2013, Medium adquirió el sitio web de ciencia y tecnología Matter.[8]
- Cuepoint, la publicación musical de Medium, está editada por Jonathan Shecter, empresario de la industria musical y cofundador de la revista The Source.[9] Publica ensayos sobre artistas, tendencias y lanzamientos, escritos por colaboradores de la comunidad de Medium, importantes ejecutivos discográficos y periodistas musicales. Cuepoint se inició en 2014.[10]
- Medium también publicaba una publicación sobre tecnología llamada Backchannel, editada por Steven Levy.[11] En 2016, Backchannel fue adquirida por Condé Nast.[12]
- En 2016, Medium contrató al fundador de la publicación Human Parts, centrado en historias personales.[13]
- El 23 de febrero de 2016, se anunció que Medium había llegado a un acuerdo para alojar el nuevo sitio web de Bill Simmons, The Ringer.[14] En agosto de 2017 dejó Medium por Vox Media.[15]
- En 2019, Medium adquirió el sitio web del Área de la Bahía The Bold Italic. También en 2019, Medium lanzó siete nuevas publicaciones: GEN (política, poder y cultura),[16] OneZero (tecnología y ciencia),[17] Marker (negocios),[18] Elemental (salud y bienestar),[19] Forge (productividad),[20] Zora (mujeres negras) y Level (hombres negros).[21][22]
- En 2020, Medium lanzó Momentum, cuyos temas son el antirracismo y los derechos civiles.[23]

## Recepción
Al analizar el servicio en su lanzamiento en 2012, The Guardian disfrutó de algunas de las colecciones que se habían creado, en particular una colección de fotografías nostálgicas creadas por Williams. Drew Olanoff, de TechCrunch, sugirió que la plataforma podría haber tomado su nombre por ser una plataforma de tamaño «medio», entre Twitter y las plataformas de blogs a gran escala como Blogger.
Lawrence Lessig acogió con satisfacción que la plataforma permitiera licencias Creative Commons para los contenidos de los usuarios, una característica demostrada en un proyecto de Medium con The Public Domain Review: una edición interactiva en línea de Las aventuras de Alicia en el país de las maravillas, anotada por una docena de estudiosos de Carroll, que permitía remezclas libres del dominio público y recursos de texto y arte con licencia Creative Commons, con comentarios y material gráfico aportados por los lectores.
Sin embargo, en 2013 el servicio sufrió las críticas de los escritores, con algunos confundidos acerca de lo que se espera exactamente que proporcione.
En un artículo de Nieman Lab de 2019 sobre los primeros siete años de Medium, se describe el sitio como «un sinfín de giros», que se ha convertido en «un experimento interminable sobre cómo podría ser la publicación en Internet».

## Censura gubernamental de Medium

### Malasia
En enero de 2016, Medium recibió un aviso de retirada de la Comisión de Comunicaciones y Multimedia de Malasia (MCMC) por uno de los artículos publicados por el Sarawak Report. Sarawak Report alojaba sus artículos en Medium desde julio de 2015, cuando su propio sitio web fue bloqueado por el gobierno malasio. Había denunciado que dinero vinculado a un fondo de inversión estatal, 1Malaysia Development Berhad (1MDB), acabó en las cuentas bancarias del primer ministro Najib Razak.
El equipo jurídico de Medium respondió a la comisión solicitando una copia de la declaración oficial de la Comisión Anticorrupción de Malasia de que el artículo era falso, información sobre qué partes del artículo se consideraron falsas e información sobre si el litigio se ha planteado ante los tribunales. El sitio se negó a retirar el contenido hasta que se lo ordenara un tribunal competente. En respuesta, el 27 de enero de 2016, todo el contenido de Medium dejó de estar disponible para los usuarios de Internet en Malasia.
La prohibición se levantó a partir del 18 de mayo de 2018, con el MCMC declarando que el levantamiento de la prohibición se debió a que «no había ninguna razón (para bloquear el sitio web)», ya que el informe de 1MDB se hizo público por el gobierno.

### Egipto
Desde junio de 2017, Medium ha sido bloqueado en Egipto junto con más de 60 sitios web de medios de comunicación en una ofensiva del gobierno egipcio. La lista de sitios bloqueados también incluye Al Jazeera, el sitio web en árabe de The Huffington Post y Mada Masr. Medium volvió a estar disponible a finales de 2022, a partir de noviembre de dicho año.

### China
En abril de 2016, Medium fue bloqueado en China continental después de que se publicara en el sitio información de la filtración de los Papeles de Panamá.

### Albania
La Autoridad de Medios Audiovisuales de Albania bloqueó Medium en Albania del 19 al 21 de abril de 2020.

### Vietnam
A finales de 2020, se informó que Medium había sido bloqueado por algunos ISP en Vietnam.

### Rusia
Roskomnadzor bloqueó el sitio web de Medium y todos sus subdominios en la Federación Rusa el 31 de mayo de 2023.

## Arquitectura de software
La pila tecnológica inicial de Medium se basaba en diversos servicios de AWS, como EC2, S3 y CloudFront. Originalmente, estaba escrito en Node.js y el editor de texto con el que los usuarios de Medium escribían las entradas del blog estaba basado en TinyMCE. En 2017, la pila tecnológica de la plataforma de blogs incluía servicios de AWS, como EBS, RDS para Aurora y Route 53; su servidor de imágenes estaba escrito en Go y los principales servidores de aplicaciones seguían estando escritos en Node.